# كونجوس
كونجوس (بالإنجليزية: Congius)‏ وحدة قياس رومانية قديمة للحجم تساوي تقريبا 3,48 لتر ( 0.92 غالون أمريكي).